# Conus lividus
Conus lividus е вид охлюв от семейство Conidae. Възникнал е преди около 0,78 млн. години по времето на периода кватернер. Видът не е застрашен от изчезване.

## Разпространение и местообитание
Разпространен е в Австралия (Западна Австралия, Куинсланд и Северна територия), Американска Самоа, Бангладеш, Британска индоокеанска територия, Бруней, Вануату, Виетнам, Гуам, Джибути, Еритрея, Йемен, Източен Тимор, Индия, Индонезия, Камбоджа, Кения, Кирибати, Китай (Гуандун, Гуанси, Джъдзян, Дзянсу, Фудзиен и Хайнан), Кокосови острови, Коморски острови, Мавриций, Мадагаскар, Майот, Макао, Малайзия, Малдиви, Малки далечни острови на САЩ (Атол Джонстън, Лайн, Остров Бейкър, Уейк и Хауленд), Маршалови острови, Мианмар, Микронезия, Мозамбик, Науру, Ниуе, Нова Каледония, Остров Рождество, Острови Кук, Палау, Папуа Нова Гвинея, Параселски острови, Провинции в КНР, Реюнион, Самоа, САЩ (Хавайски острови), Северна Корея, Северни Мариански острови, Сейшели, Сингапур, Соломонови острови, Сомалия, Острови Спратли, Тайван, Тайланд, Танзания, Токелау, Тонга, Тувалу, Уолис и Футуна, Фиджи, Филипини, Френска Полинезия, Хонконг, Шри Ланка, Южна Корея и Япония (Кюшу).
Обитава крайбрежията и пясъчните дъна на океани, морета и рифове в райони с тропически климат. Среща се на дълбочина от 5 до 32 m, при температура на водата от 24,3 до 28,5 °C и соленост 34,2 – 35,8 ‰.